# 1f y0u're a gh0st ca11 me here!
『1f y0u're a gh0st ca11 me here!』（イフ ユーアー ゴースト コール ミー ヒアー!）は、日本のインディーゲームスタジオのフロシキラボが開発し2021年11月2日に発売されたゲームソフト。
冥界で電話交換業務を行う施設「ゴーストコールセンター」が舞台で、プレイヤーは新人交換手の主人公ヴァニタスとなり、下界の幽霊たちが公衆電話を通じて助けを求める通話の内容を次々に判別し適切な施設に電話を繋ぐことで冥界へ導いていく。複数の会話を瞬時に判断し回答するという、ノベルゲームの選択肢決定要素にアクション要素を加えたようなゲームシステムが特徴で、公式サイトでは本作のジャンルを「アクションノベルゲーム」と称している。

## システム
電話交換業務では、電話をかけてくる幽霊の通話内容がふきだしの形式で複数表示される。ふきだしが表示される時間は5秒間で、プレイヤーはふきだしが消える前に1つを選択し、その文章の内容に対応する施設のアイコンを選択する。アイコンは、事故などで苦しんでいる幽霊を対象とする「救助」、道に迷っている幽霊を対象とする「地図案内」、人間に除霊されそうになっている幽霊を対象とする「警察」の3種類がある。また、ゲームが進行すると幽霊に混じって人間からの電話がかかってくることがあるが、この場合は電話を繋がない「切断」のアイコンを選ぶ必要がある。なお、幽霊の通話内容は特に重要な部分が太字で強調されるが、人間の通話内容はすべて細字のみという特徴がある。
業務の終了後、正答率に応じてS・A・B・Cの4段階で評価される。業務は1回を1日として6日目まで行われ、6日目終了時の評価によって、直後のエンディングの内容が変化する。
本編と別のモードとして、合計100件の通話を次々とこなしていく「百本ノック」がある（Steam版では2022年12月のアップデートで追加）。3回のミスで終了となり、20件クリアごとに新たな物語が解禁される。

## 登場人物
ヴァニタス・ヴァニタートゥム
ゴーストコールセンターの職員。以前は後述のブラックデスの屋敷でメイドをしていたが、ブラックデスからの強い推薦を受けてコールセンターで働くことになる。菓子作りが得意。
冥界の者は下界の魂と繋がる6種類のチャネルのうち1つを保持し自分の波長に合った魂を探し出すことができるが、ヴァニタスは6種類すべてと繋がるという特別な性質を持っている。しかし、以前に受けた死神採用試験の際に自身のチャネルが暴走して建物が吹き飛ぶ事故を起こしてしまい、周囲からの批判と自責の念から逃れるように人里離れたブラックデスの屋敷で暮らすようになったという過去がある。
アルス・モリエンディ
ゴーストコールセンターの所長。業務で使用する電話交換機の開発者でもある。伝説の死神として知られる存在だが現在は死神を辞め、身を潜めながら研究に邁進している。ヴァニタスは気づいていなかったが、アルスは前述の死神採用試験の際に面接官をしており、その時の事故でヴァニタスの能力を目の当たりにしたことが電話交換機開発のきっかけとなった。
電話交換機の技術でチャネルに依存しない通信を行うことにより死神の人材不足解消の実現を目指している。一方、死神たちからは電話交換機の登場により将来的に自分たちの職を追われるとしてコールセンターの設立に大反対されるが、半年以内に一定の成果を上げなければ閉鎖するという条件と引き換えに設立の承認を受けた。
カルペ・ディエム
2日目から加入するゴーストコールセンターの職員。アルスが街中に貼り出していた求人広告を見てコールセンターへやってくる。ヴァニタスのことを先輩として慕っている。
自撮りファッションモデルとして注目を集めていたが、あるコンテストで優勝した際に悪評を流されたことで一時的にファンが離れ、元来の人見知りが悪化してしまう。そうした中で、強いチャネルを持つという自身の死神特性に気づき、モデルを休業して死神に関する仕事をしたいと考えるようになった。
メメント・モリ
4日目にゴーストコールセンターに現れる死神。死神時代のアルスとバディを組んでいたが、アルスがメメントに相談もなく消息を絶ったことからその行方を捜し、連れ戻して死神に復帰させようとする。その後、アルスとの話し合いによってわだかまりが氷解し、死神の休職届を出してコールセンターで働き始める。
アルスが電話交換機を開発する動機を与えたことが失踪の原因に繋がったとしてヴァニタスを責め立てる一幕もあったがのちに和解する。一方、死神を目指していた妹が行方不明になっており、ヴァニタスにその面影を重ねる。
ブラックデス・モリエンディ
山奥の屋敷の主。アルスの祖母で、電話交換機の完成はブラックデスの宿願でもあった。興が乗ると高価な酒の瓶を開けてしまう豪快な一面がある。
かつては通信研究機関の「ソサエティ・オブ・サイキカル」に所属しており、事故を起こした直後のヴァニタスを保護し、ともに働いていた。

## 開発
本作を開発するフロシキラボはクリエイターの田平孝太郎が運営するスタジオで、本作はチーム体制で制作した初めてのゲームとなる。開発のきっかけは、田平が以前に6年間師事していたイラストレーターと雑談していた際に「お前のアイデアは面白くない」と言われて喧嘩になったことで、その時に10分で考えたアイデアをもとにしてゲーム化した。田平は以前から、従来のノベルゲームでキャラクターが話す時にふきだしが1つしか出ないことに疑問を抱いており、文字を読みながら時間制限内に選択肢を選ぶアクションを取り入れることで新しい体験ができると考えた。
ゲーム内の背景には電話交換機の画像が表示されているが、これは、田平が取材で資料館を訪れた際に撮影した本物の電話交換機の画像を許可を得て使用している。
発売後の2023年11月時点では新規イベント「アルス・メメント編」の追加が告知されていたが、2025年6月時点では、田平がシナリオを書くのが難しかったためとして追加が見送られた。